# لواك مبي سوح
لواك مبي سوح (بالفرنسية: Loïc Mbe Soh)‏ (مواليد 13 يونيو 2001) هو لاعب كرة قدم كاميروني يلعب كمدافع في نادي نوتينغهام فورست.

## روابط خارجية
- لواك مبي سوح على موقع الاتحاد الأوربي (الإنجليزية)
- لواك مبي سوح على موقع رابطة كرة القدم الفرنسية للمحترفين (الإنجليزية)
- لواك مبي سوح على موقع إي إس بي إن إف سي (الإنجليزية)
- لواك مبي سوح على موقع قاعدة بيانات كرة القدم.إي يو (الإنجليزية)
- لواك مبي سوح على موقع ليكيب (الفرنسية)
- لواك مبي سوح على موقع Soccerbase.com (لاعب) (الإنجليزية)
- لواك مبي سوح على موقع Soccerway.com (الإنجليزية)
- لواك مبي سوح على موقع عالم كرة القدم.نت (الإنجليزية)
- لواك مبي سوح على موقع AS.com (الإسبانية)